# Zator płatniczy
Zator płatniczy – sytuacja powstała wskutek skumulowania (nagromadzenia) się zadłużeń i przechodzenia ich na kolejnych powiązanych ze sobą kontrahentów.

## Opis
Zator zazwyczaj zaczyna się, kiedy jeden ze zleceniodawców lub nabywców nie pokrywa zobowiązań powstałych w związku z wykonaną usługą lub zakupionym towarem wobec swego zleceniobiorcy (wykonawcy usługi) lub sprzedawcy towaru. Powstałe w ten sposób zadłużenie, jeśli utrzymuje się dłuższy czas (a w szczególności wówczas, gdy wykonawca lub sprzedawca jest niewielkim przedsiębiorcą charakteryzującym się ograniczonymi własnymi zasobami finansowymi), powoduje powstanie u wykonawcy (sprzedawcy) kłopotów z utrzymaniem płynności finansowej, z opłaceniem pracowników, a często także z utrzymaniem przedsiębiorstwa. Skutkuje to czasem opóźnieniami lub w skrajnych przypadkach wstrzymywaniem regulowania należności przez tego wykonawcę (sprzedawcę) swoim kontrahentom i w rezultacie de facto przeniesieniem części pierwotnego zobowiązania na kolejnego kontrahenta; w rezultacie proces ten może przenosić na następnych i jeszcze następnych uczestników obrotu gospodarczego, powodując kolejne zatory płatnicze.
Przyczyną powstania pierwotnego zadłużenia mogą być zarówno niezawinione przez pierwszego odbiorcę usługi lub towaru problemy finansowe (np. wynikające z nieprzewidywalnych zdarzeń losowych), jak również działanie zaplanowane i bezprawne. Poszkodowany zleceniobiorca (sprzedawca) do chwili uregulowania należności udziela de facto kredytu kupieckiego, przy czym często zdarza się tak, że nie próbuje od tego kredytu naliczać odsetek, bojąc się trwale utracić zleceniodawcę, zwłaszcza jeśli wiążą ich dłuższe relacje biznesowe (np. długotrwałe świadczenie usług lub dostawy towarów). Bywa także, że zleceniodawca wkalkulowuje ustawowe odsetki od tak rozumianego „kredytu” w koszty swojej działalności.
Zatory płatnicze pojawiają się szczególnie często w okresach zastoju gospodarczego albo też w warunkach dużej inflacji, kiedy wydłużanie okresu płatności może działać na korzyść dłużnika (i ze stratą dla wierzyciela).

## W Polsce

### Regulacje z 2020 roku
Uchwalona przez Sejm RP ustawa dotycząca zatorów płatniczych, obowiązująca od 1 stycznia 2020 roku, umożliwia wydłużenie terminów spłaty zobowiązań jedynie dla podmiotów o podobnej wielkości, dla pozostałych obowiązuje sztywny termin 60 dni. Podmioty notorycznie zalegające ze spłatą zobowiązań powyżej 3 miesięcy (w szczególności powyżej łącznej kwoty 5 milionów złotych), mogą zostać ukarane przez Urząd Ochrony Konkurencji i Konsumenta. Spłacenie zaległości, w trakcie trwania postępowania wobec zalegającego podmiotu, nie jest podstawą do odstąpienia od wymierzenia sankcji, może jedynie przyczynić się do obniżenia kwoty karnej, której wysokość estymowana jest zawsze w oparciu o nieopłaconą zaległość na koniec danego roku.
Do ustalenia wielkości przedsiębiorstwa stosuje się wytyczne zawarte w Rozporządzeniu UE nr 651/2014. Przedsiębiorstwa duże zobowiązane są do składania oświadczeń kontrahentom, informując o swoim statusie. Termin spłaty długu powstałego pomiędzy podmiotami o tym statusie może zostać przedłużony.
Podmioty publiczne, z wyłączeniem placówek medycznych, zobligowane są do opłacania faktur w terminie 30 dni od ich otrzymania.